# Syfax

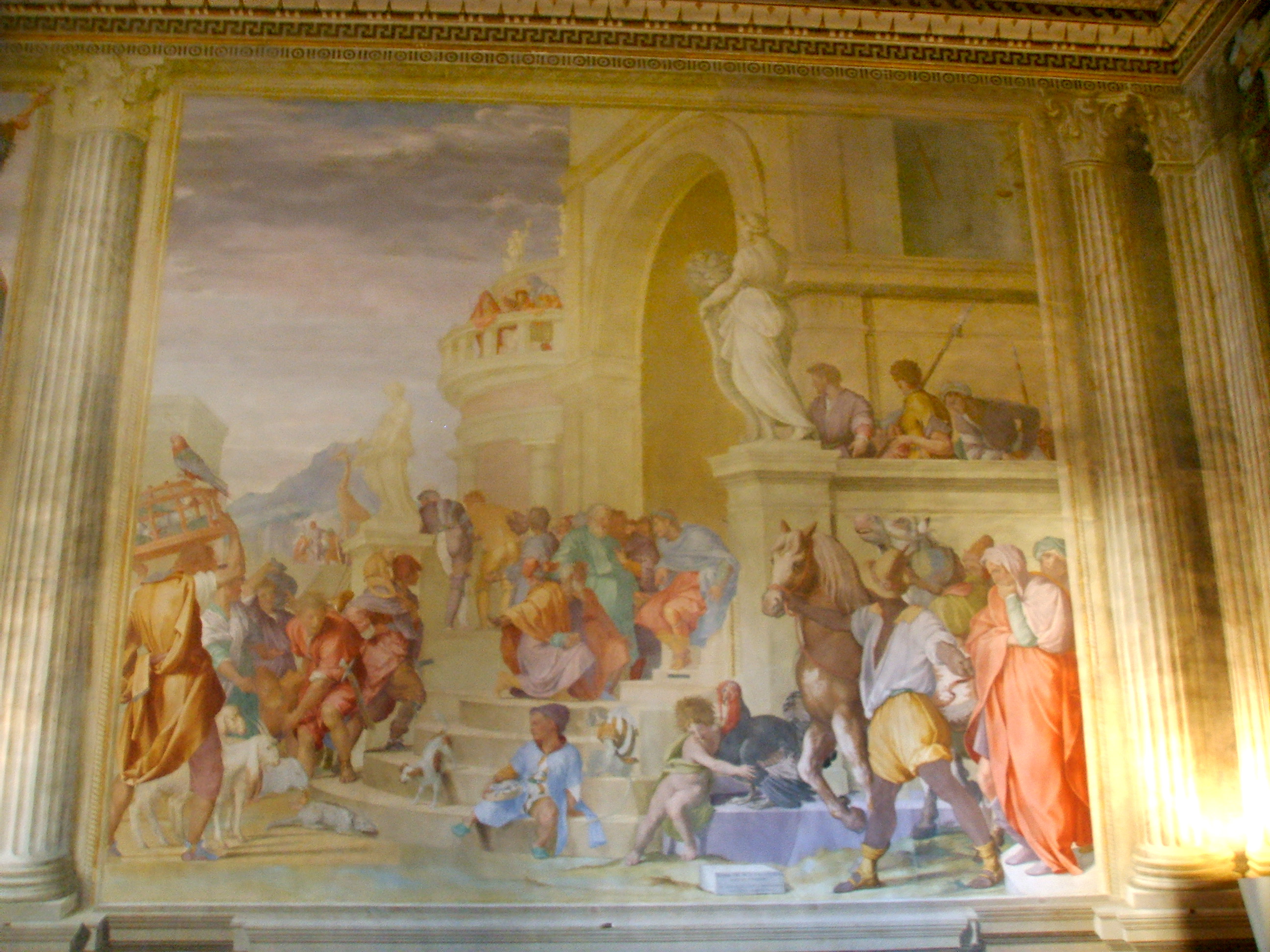
Syfax u Scipiona. Freska od Alessandra Allori.

Syfax byl králem jednoho numidského kmene v západní Numidii. Nejdříve bojoval ve druhé punské válce s Římany proti Kartagincům, avšak po Massinissově zradě se přidal na stranu Kartága. Byl poražen v bitvě u řeky Bagrades a na útěku z této bitvy byl dosažen svým protivníkem Massinissou, který jej vydal do rukou římského vojevůdce Scipiona Africana.
V zajetí Římanů se pokoušel dojednat mír mezi Římem a Kartágem a byl za to zavražděn.